# هیئت‌های اعزامی ژاپنی به مینگ چین
هیئت‌های اعزامی ژاپنی به مینگ چین (انگلیسی: Japanese missions to Ming China) نمایانگر یک ذره بین برای بررسی و ارزیابی روابط بین چین و ژاپن در قرن ۱۵ تا ۱۷ است. ماهیت این تماس‌های دوجانبه شامل تشویق سیاسی و تشریفاتی و همچنین تبادلات فرهنگی بود. تکامل روابط دیپلماتیک همراه با رشد روابط تجاری بود که با گذشت زمان رشد کرد.
حدود بیست هیئت تجاری بین سالهای ۱۴۰۱ و ۱۵۴۷ از ژاپن به چین سفر کردند. هر یک از این هیئت‌ها توسط یک راهب بودایی ذن که متعلق به کیوتو گوزن یا پنج معبد بزرگ ذن کیوتو بود، هدایت می‌شد. این معابد عبارت بودند از: نانزن-جی، تنریو-جی، معبد شوکوکو، کننین-جی، توفوکو-جی و مانجو-جی

## تجارت کانگو
تجارت کانگو (勘 合 貿易، kangō bōeki به ژاپنی و kanhe maoyi به چینی) سیستمی بود که توسط چینی‌ها طراحی و نظارت می‌شد. این تجارت شامل مبادلات محصولات ژاپنی با کالاهای چینی بود. در حدود ۱۰۰ مبادله تجاری در سال ۱۴۰۴ انجام شد. فقط کسانی که دارای گواهینامه رسمی اجازه امپراتوری بودند و به طور رسمی جواز سفر و تجارت در مرزهای چین را داشتند حق تجارت داشتند.

## سالشماری
سال، طرف معامله، نماینده
1. سال ۱۴۰۱ شوگون‌سالاری آشیکاگا
2. سال ۱۴۰۳ شوگون‌سالاری آشیکاگا، کنچو کیمیتسو
3. سال ۱۴۰۴ شوگون‌سالاری آشیکاگا
4. سال ۱۴۰۵ شوگون‌سالاری آشیکاگا
5. سال ۱۴۰۷ شوگون‌سالاری آشیکاگا، کنچو کیمیتسو
6. سال ۱۴۰۸ شوگون‌سالاری آشیکاگا، کنچو کیمیتسو
7. سال ۱۴۰۸ شوگون‌سالاری آشیکاگا، کنچو کیمیتسو
8. سال ۱۴۱۰ شوگون‌سالاری آشیکاگا، کنچو کیمیتسو
9. سال ۱۴۳۳ شوگون‌سالاری آشیکاگا
10. سال ۱۴۳۵ شوگون‌سالاری آشیکاگا
11. سال ۱۴۵۳ شوگون‌سالاری آشیکاگا
12. سال ۱۴۶۸ شوگون‌سالاری آشیکاگا・خاندان هوسوکاوا・خاندان اوئوچی
13. سال ۱۴۷۷ شوگون‌سالاری آشیکاگا
14. سال ۱۴۸۴ شوگون‌سالاری آشیکاگا
15. سال ۱۴۹۵ شوگون‌سالاری آشیکاگا・خاندان هوسوکاوا
16. سال ۱۵۰۹ خاندان هوسوکاوا، سو سوکی
17. سال ۱۵۱۲ خاندان هوسوکاوا・خاندان اوئوچی، ریوآن کیگو
18. سال ۱۵۲۳ خاندان اوئوچی. خاندان هوسوکاوا
19. سال ۱۵۴۰ خاندان اوئوچی
20. سال ۱۵۴۹ خاندان اوئوچی، ساکوگن شوریو